# 23783 Аліссачан
23783 Аліссачан (1998 QG12, 2000 AP104, 23783 Alyssachan) — астероїд головного поясу, відкритий 17 серпня 1998 року.
Тіссеранів параметр щодо Юпітера — 3,546.